# Walter Buch

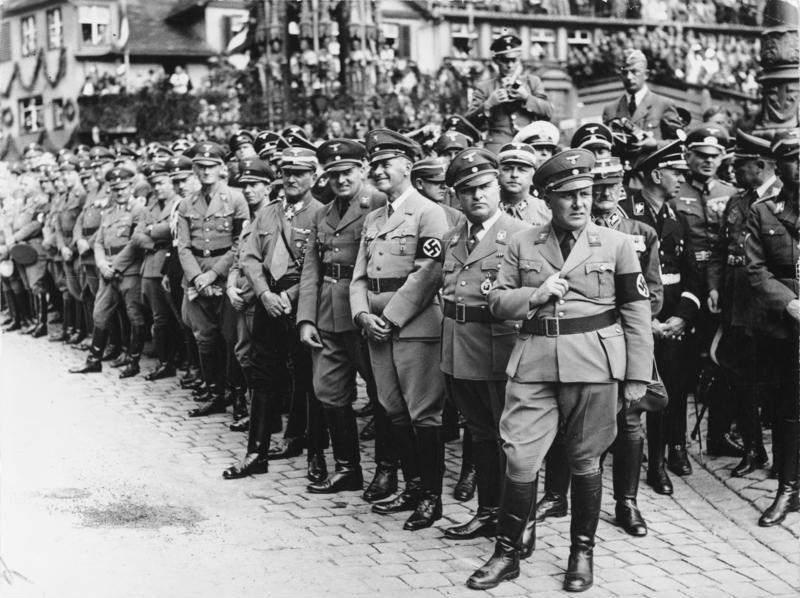
De rijkspartijdag te Nürnberg in september 1938: Martin Bormann, Robert Ley, Wilhelm Frick, Hans Frank, Franz Ritter von Epp, Joseph Goebbels en Walter Buch.

Walter Buch (Bruchsal, 24 oktober 1883 - Schondorf am Ammersee, 12 september 1949) was de opperste rechter van de NSDAP.

## Jeugd
De vader Hermann Buch was senaatvoorzitter van het opperste gerechtshof van Baden. Walter Buch bezocht van 1890 tot 1902 de lagere en middelbare school te Bruchsal en Konstanz. In 1902 nam hij als vaandrig dienst bij het 6e Badische Infanterieregiment te Konstanz. Op  27 januari 1904 werd hij Leutnant  (tweede luitenant) en op 27 januari 1913 Oberleutnant  (eerste luitenant). In 1908 trouwde Buch en hij kreeg twee dochters en twee zonen.

## Eerste Wereldoorlog
Vanaf 1914 vocht hij in de Eerste Wereldoorlog als compagniecommandant, bataljonscommandant en als commandant van een afdeling scherpschutters met machinegeweren. In maart 1918 werd hij instructeur bij het opleidingscentrum te Döberitz. Vanaf september 1918 werkte Buch in het Pruisisch ministerie van Oorlog te Berlijn. Bij het einde van de oorlog ging Buch op 20 november 1918 uit dienst met de rang van Major  (majoor).

## Weimarrepubliek
Buch kweekte kippen bij Gernsbach in het Murgtal. Van 1919 tot 1922 was hij lid van de Deutschnationale Volkspartei. Tot de beweging verboden werd, was hij leider van de gouw Baden voor de  Deutschvölkischer Schutz- und Trutzbund.
Met Pasen 1920 maakte hij kennis met Adolf Hitler, toen hij die in opdracht van zijn vader een boek bracht. Op 9 december 1922 werd hij lid nr. 13.726 van de NSDAP.
Op 1 januari 1923 werd hij lid van de Sturmabteilung. Van augustus 1923 tot 1924 organiseerde hij de Frankische SA te Nürnberg. Hij nam deel aan de mislukte Bierkellerputsch in november 1923.
Hij werd handelaar in wijn en alcoholische dranken te München. Na de heroprichting van de NSDAP werd Buch in 1925 lid nr. 7.733. Tot 1 januari 1928 leidde en organiseerde hij de SA in Oberbayern-Schwaben.
Op 27 november 1927 werd Buch leider van de Untersuchungs- und Schlichtungsausschuss (UschlA). Op 20 mei 1928 was hij een van de twaalf verkozenen van de NSDAP in de Reichstag waarin hij tot 1945 bleef. Van juni 1930 tot oktober 1931 was Buch de leider van het jeugdambt van de Reichsleitung der NSDAP. Tot 1933 was hij eindredacteur van de Völkischer Beobachter.
Zijn oudste dochter Gerda trouwde op 2 september 1929 met Martin Bormann.

## Nazi-Duitsland
Op 1 juli 1933 werd Buch lid nr. 81.353 van de Schutzstaffel als SS-Gruppenführer. Op 9 november 1934 werd hij SS-Obergruppenführer. Van 3 oktober 1933 tot 1944 was hij lid van de Akademie für Deutsches Recht. Tegelijk was hij lid van de commissie voor bevolkings- en rassenpolitiek van het rijksministerie voor binnenlandse zaken.
Op 1 januari 1934 werd de UschlA herbenoemd tot Oberstes Parteigericht der NSDAP (OPG). Walter Buch werd leider van de OPG en voorzitter van de eerste kamer. Vanaf 2 juni 1933 was hij Reichsleiter van de NSDAP die direct aan Hitler rapporteerde.
In die functie voerde hij zuiveringen binnen de NSDAP uit. In maart 1932 beraamde hij moordcomplotten tegen homoseksuelen zoals Hans Erwin von Spreti-Weilbach in de omgeving van Ernst Röhm. Hij keurde de moorden goed tijdens de Nacht van de Lange Messen van 1934. 
In 1936 liet Buch de Gauleiter van Kurmark, Wilhelm Kube uit al zijn ambten ontslaan. Kube had Buch er in een anonieme brief van beschuldigd, dat zijn vrouw joods bloed had. 
Uitspattingen van partijleden tijdens de Kristalnacht van 1938 bestrafte Buch licht. Op 9 november 1938 schreef Buch in Deutsche Justiz: "De Jood is geen mens. Hij is afval."
In december 1940 lichtte Buch Heinrich Himmler in, dat het ware doel van de NS-Tötungsanstalt Grafeneck bekend geworden was en het programma Aktion T4 voor euthanasie niet langer geheim was.
Hitler had de gouwleider van Silezië en Zuid-Westfalen, Josef Wagner op 9 november 1941 uit al zijn ambten ontzet, nadat diens vrouw zich had verzet tegen het huwelijk van hun dochter met een SS-man. Een partijrechtbank onder voorzitterschap van Walter Buch had op 6 februari 1942 geoordeeld, dat Wagner geen schade had toegebracht aan de partij en in de partij mocht blijven. Hitler vernietigde die beslissing en gooide Wagner uit de NSDAP. Vanaf 1942 moest Buch al zijn besluiten door zijn schoonzoon Martin Bormann laten ondertekenen.

## Gevangenschap
In oktober 1944 stierf zijn vrouw. Op 30 april 1945 namen Amerikaanse troepen Walter Buch gevangen en hielden hem van mei tot augustus 1945 in krijgsgevangenenkamp nr. 32 Ashcan te Mondorf-les-Bains. Hij werd verhoord door de Amerikaanse geheime dienst en werd als getuige gehoord op de Processen van Nürnberg. Zijn dochter Gerda stierf in maart 1946 bij de behandeling van kanker. Bij de denazificatie werd Buch in augustus 1948 door een Spruchkammerverfahren te Garmisch-Partenkirchen veroordeeld tot vijf jaar dwangarbeid en verbeurdverklaring van al zijn bezit. Op 29 juli 1949 veroordeelde het hof van beroep te München Buch als hoofdschuldige categorie I, bekrachtigde de verbeurdverklaring, maar bracht de gevangenisstraf terug tot 3,5 jaar. Omdat Buch al zo lang vastzat, kwam hij vrij.
Zes weken later pleegde Buch zelfmoord door zich de polsaders over te snijden en in de Ammersee te springen.

## Onderscheidingen
Selectie:
- IJzeren Kruis 1914, 1e Klasse[18][12][6] en 2e Klasse[18][12][6]
- Coburg-insigne[16][6] in oktober 1932[12][18]
- Bloedorde[19] op 6 juli 1936[12][18][6][7]
- Insigne van de SA bijeenkomst bij Brunswijk 1931 in 1931[12][18][6]
- Kruis voor Oorlogsverdienste, 1e Klasse[6] (30 januari 1942[18][12]) en 2e Klasse[12][6] (1941[18])

## Publicaties
- (de)  Nationalsozialismus: Volk und Familie. 1932
- (de)  Niedergang und Aufstieg der Deutscher Familie. 1932
- (de)  Fünfzig Jahre antisemitische Bewegung. 1937
- (de)  Des nationalsozialistischen Menschen Ehre und Ehrenschutz. 1939